# Carmen Monzó Juan
Carmen Monzó Juan (Vila-real, 4 d'agost de 1943) ha estat una mestra i política valenciana, diputada a les Corts Valencianes en la III Legislatura.
Treballà com a professora de preescolar en Educació General Bàsica i fou directora del Col·legi Escultor Ortells de Vila-real. Fou secretària de participació de la dona i membre de l'executiva local PSPV-PSOE. Fou escollida diputada a les eleccions a les Corts Valencianes de 1991. Fou vicepresidenta de la Comissió d'Educació i Cultura de les Corts Valencianes (1991-1995).